# Timo Kivinen

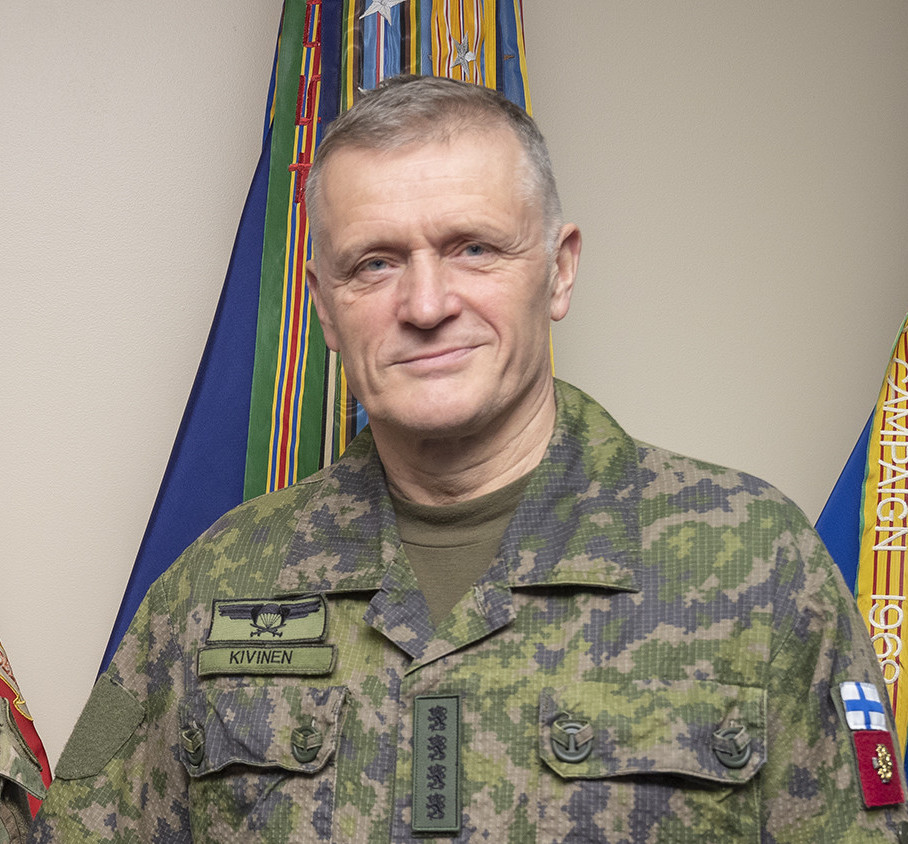
Timo Kivinen (2020)

Timo Pekka Kivinen (* 8. Dezember 1959 in Lappeenranta, Südkarelien) ist ein finnischer General a. D.  Er war von 2019 bis 2024 militärischer Befehlshaber der finnischen Armee. Er begann seine Karriere als Dragoner und wurde 2011 zum Brigadekommandeur der Karelien-Brigade befördert. Seit 2015 war er stellvertretender Stabschef und seit 2017 Chef des Verteidigungskommandos Finnlands.

## Werdegang
Beförderungen
- Leutnant (1982)
- Oberleutnant (1984)
- Hauptmann (1989)
- Major (1992)
- Oberstleutnant (1998)
- Oberst (2004)
- Brigadegeneral (2010)
- Generalmajor (2014)
- Generalleutnant (2016)
- General (2019)

Timo Kivinen trat 1978 in die finnische Armee ein. Er wurde Offizier, studierte 1991–1993 am War College  und absolvierte zahlreiche Kurse im In- und Ausland, darunter 1983 im Bereich US-Army-Airborne & Ranger, 1996 den Infantry Captain Course und den United Nation Staff Officer in Schweden, das International Visitors Programm in den USA (2003), den National Defense Course (2006) und High Command Course (2007) sowie den Flag Officers and Ambassadors Course am NATO Defence College (2012).
Außerdem studierte er 2008 am Royal College of Defense Studies.
Kivinen verbrachte seine ersten Jahre beim Uusimaa-Jäger-Battalion und wurde 1997 im Bosnienkrieg als stellvertretender Kommandant des finnischen Jäger-Battalions der Stabilisierungstruppe in Bosnien und Herzegowina (SFOR) eingesetzt.
Er diente von 1998 bis 2001 als Verteidigungsattaché in Österreich, Ungarn und der Ukraine und wurde Kommandeur des Utti-Jäger-Regiments. Er war von 2004 bis 2007 Abteilungsleiter und Vizepräsident der finnischen Militärakademie und von 2009 bis 2010 stellvertretender Stabschef (zuständig für den Bereich Planung).
Auf diesem Posten wurde er 2010 zum Brigadegeneral befördert.
Im Generalsrang war er 2011 bis 2014 Kommandeur der Karelien-Brigade, von 2015 bis 2017 stellvertretender Stabschef (Bereich Strategie) und von 2017 bis 2019 Chef des Streitkräftestabes. Am 1. August 2019 wurde er zum Befehlshaber der finnischen Streitkräfte ernannt. Er wurde zum 1. April 2024 von Janne Jaakkola abgelöst.

## Privates
Kivinen ist verheiratet, hat vier Kinder und fünf Enkelkinder. Er ist sportlich und fährt gerne Rad.

## Ehrungen
- Militärische Ehrenmedaille (sotilasansiomitali)
- Orden des Löwen von Finnland
- Finnischer Orden des Freiheitskreuzes
- NATO-Medaille (Jugoslawien)
- Nordstern-Orden[3]